# Enrico Cialdini
Pour les articles homonymes, voir Cialdini.
Enrico Cialdini (né le 10 août 1811 à Castelvetro di Modena en Émilie-Romagne - mort le 8 septembre 1892 à Livourne) fut un général et homme politique italien du XIXe siècle, qui fut l'un des principaux acteurs du Risorgimento.

## Biographie
En 1831, Enrico Cialdini participe à l'insurrection de Modène, puis fuit à Paris et rejoint en Espagne la lutte contre les Carlistes. Il ne rentra en Italie qu'en 1848.
Durant la guerre d'unification, général de l'armée piémontaise, il remporta la victoire de Castelfidardo sur les troupes pontificales commandées par le général français de Lamoricière (18/09/1860), et dirigea le siège de Gaète (1860-1861), ce qui lui valut le titre de duc de Gaète.
Après avoir pris la ville, il se serait livré à des actes contraires à l'honneur militaire (empoisonnant les points d'eau de la ville, bombardant la ville de Mola, exécutant des civils).
Il se distingua encore en réprimant durement le brigandage et en faisant exécuter des civils (massacres de Casalduni et Pontelandolfo, août 1861). 
En 1862, il dirigea les troupes piémontaises contre Garibaldi qu'il défit à la bataille de l'Aspromonte.
En 1866, il succéda à La Marmora comme commandant-en-chef dans la guerre contre l'Autriche-Hongrie. Les dissensions entre les deux hommes aboutirent à la défaite de Custoza.
Après avoir prêché en vain pour que l'Italie vienne au secours de la France en 1870, il fut nommé ambassadeur du royaume d'Italie auprès de la République française, poste qu'il occupa de 1876 à sa démission en 1882.
C'est un des grands hommes du Risorgimento d'après l'historiographie traditionnelle italienne.

## Sources
- (it) Cet article est partiellement ou en totalité issu de l’article de Wikipédia en italien intitulé « Enrico Cialdini » (voir la liste des auteurs).